# Asian Hockey Federation
L'Asian Hockey Federation (ASHF o AsHF, letteralmente Federazione asiatica di hockey) è l'organismo di governo asiatico per lo sport dell'hockey su prato, conosciuto semplicemente come hockey in molti paesi.
La federazione ha base a Kuala Lumpur.

## Membri
Nella ASHF ci sono 30 membri, in cooperazione per promuovere e sviluppare lo sport.
| Afghanistan    | Bangladesh    | Brunei              | Cambogia     | Cina       |
| Corea del Nord | Corea del Sud | Emirati Arabi Uniti | Giappone     | Hong Kong  |
| India          | Indonesia     | Iran                | Kazakistan   | Macau      |
| Malaysia       | Mongolia      | Myanmar             | Nepal        | Oman       |
| Pakistan       | Filippine     | Qatar               | Singapore    | Sri Lanka  |
| Tagikistan     | Taipei        | Thailandia          | Turkmenistan | Uzbekistan |

## Competizioni
- Hockey Asia Cup
- Hockey Junior Asia Cup
- Hockey Asian Champion Clubs Cup